# Abdullahi Yusuf Ahmed
Abdullahi Yusuf Ahmed (Somali: Cabdullaahi Yuusuf Axmed også kendt som Himar) (15. december 1934 – 23. marts 2012) var en somalisk politiker og tidligere præsident i landet. Han var præsident i perioden 2004 til 2008; han overtog embedet fra Abdiqasim Salad Hassan, og han blev afløst af Adan Mohamed Nuur Madobe.
Ahmed blev født i Gaalkacyo i Mudug-regionen, og han var medlem af Darod, en af Somalias største klaner. Han blev valgt som præsident for den traditionelle føderale regering (TFG). Valget blev holdt i nabolandet, Kenya, i hovedstaden Nairobi 10. oktober 2004.